# Station Banská Bystrica

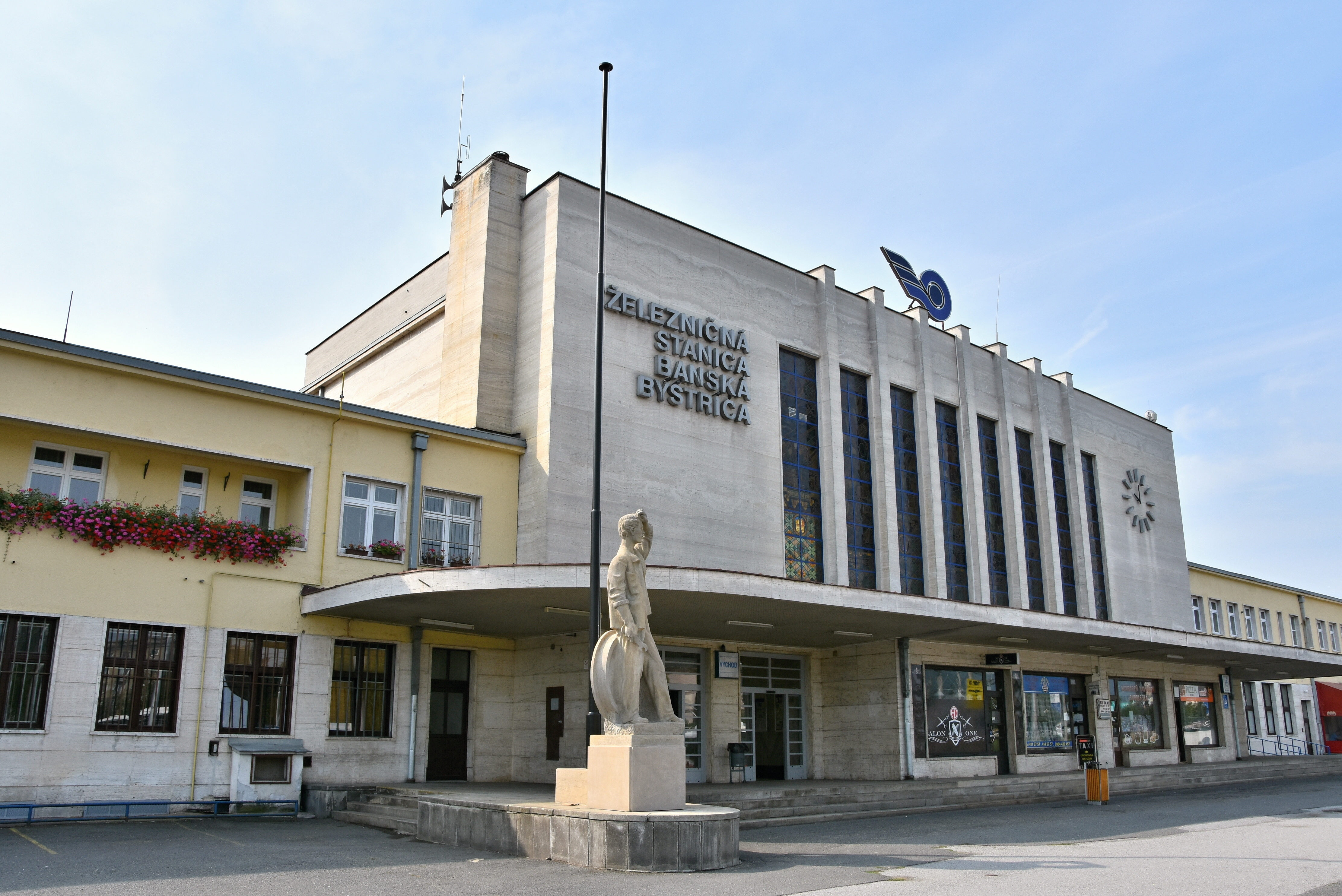
Voorgevel van het station met een standbeeld

Station Banská Bystrica (Slowaaks: "Železničná stanica Banská Bystrica") is een treinstation in centraal Slowakije, gelegen aan het Vrijheidsplein (Slowaaks: "Námestie slobody") in Banská Bystrica. Het bedient spoorlijn 170 (Zvolen-Vrútky) en is tevens het eindpunt van lijn 172 (Červená – Banská Bystrica). Het station wordt geëxploiteerd door de infrastructuurbeheerder ŽSR terwijl de ŽSSK het passagiersvervoer regelt.

## Geschiedenis
Het station werd geopend op 3 september 1873, ter gelegenheid van de indienststelling van de sectie Zvolen - Banská Bystrica op spoorlijn 170 (Zvolen - Vrútky). Op 26 juli 1884 werd het een doorgaand station, na de ingebruikneming van het traject Banská Bystrica - Brezno dat deel uitmaakt van lijn 172 (Červená – Banská Bystrica).
Ruim een halve eeuw later, op 19 december 1940, werd het traject Banská Bystrica-Dolná Štubňa van de spoorlijn Zvolen – Vrútky geopend, hetgeen de voltooiing van lijn 170 betekende. Ipso facto werd Banská Bystrica een spoorwegknooppunt.

## Gebouw
Tijdens de Tweede Wereldoorlog, in 1941, was er een openbare aanbesteding voor de constructie van een nieuw stationsgebouw. 
Het project van bouwmeester Ján Štefanec won deze aanbesteding. In dit project was een symmetrische structuur voorzien van een centraal lichaam, aan beide zijden geflankeerd door een vleugel met twee verdiepingen. Volgens het oorspronkelijke project zou het plafond van de lokettenzaal 12 meter hoog zijn, maar dit werd later verminderd tot 10 meter. Het interieur van deze zaal is bekleed met marmer, terwijl de vloer uit travertijn bestaat. Er zijn 8 ramen. Oorspronkelijk waren hier alleen glas-in-lood-ramen met reliëfglas, maar in 1959 werden artistieke ramen toegevoegd die de stad Banská Bystrica en nog drie andere plaatsen uitbeelden: Banská Štiavnica, Brezno en Zvolen.
Er zijn eveneens ramen die het einde van de Tweede Wereldoorlog en de bevrijding en het Slowaakse volk voorstellen.

## Dienstverlening
Vanuit het station vertrekken snelle alsook gewone regionale treinen in de richting van Bratislava, Brezno, Žilina en Zvolen.
De spoorweginstelling behoort tot de infrastructuur van de ŽSR, terwijl het reizigersvervoer verzorgd wordt door de ŽSSK.
Anno 2025 is er in het station een loket met personeel waar tijdens de openingsuren inlichtingen worden verstrekt en reisbiljetten verkocht. Voor de openingsuren van dit loket: zie de onderstaande externe link: "ŽSSK - Loket - Openingsuren".
Tegenover het treinstation ligt een autobusstation (Slowaaks: "autobusova stanica") voor stadsbussen en regionale bussen. Er is ook een parkeer- en een taxistandplaats.

## Afbeeldingen

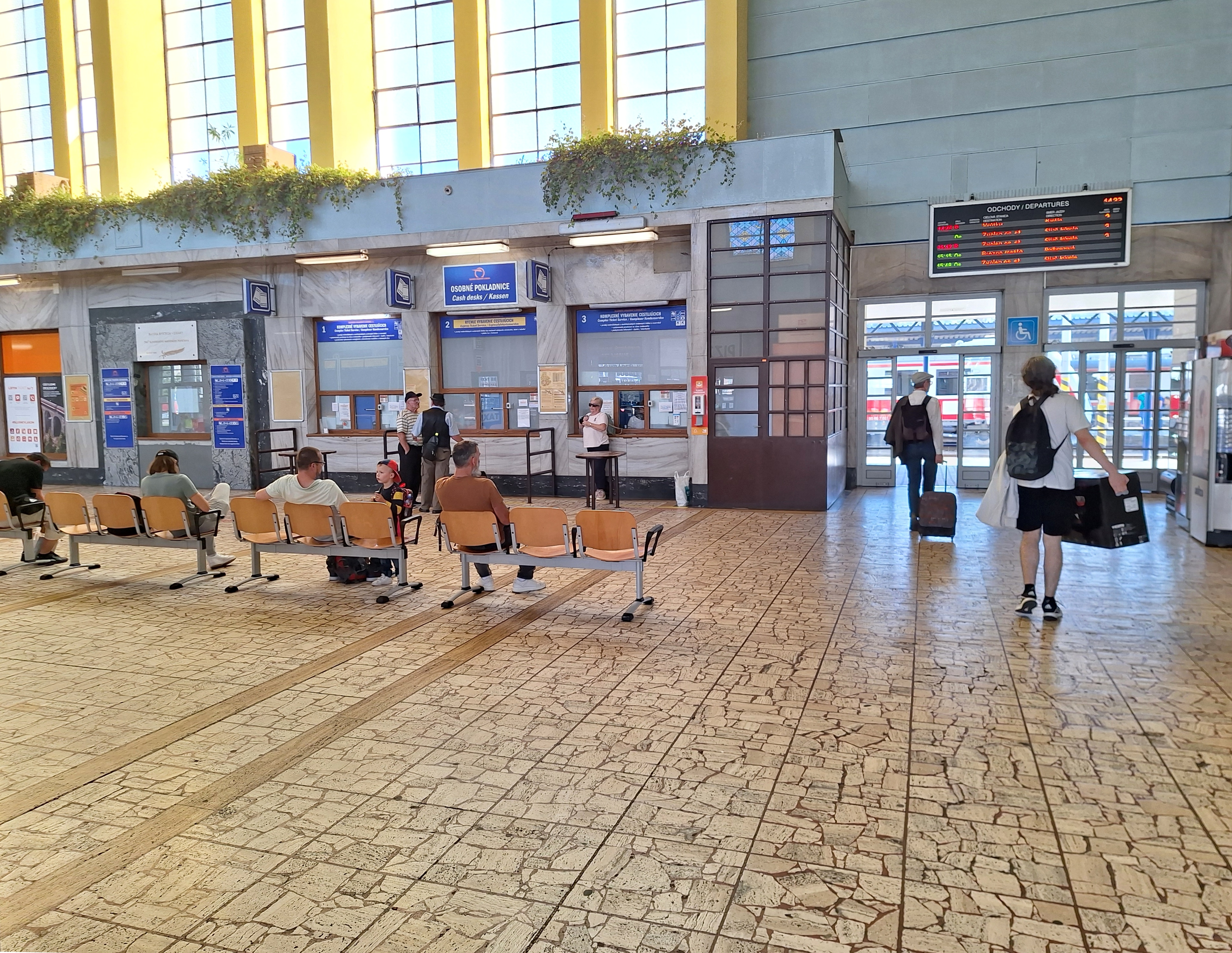
Lokettenzaal
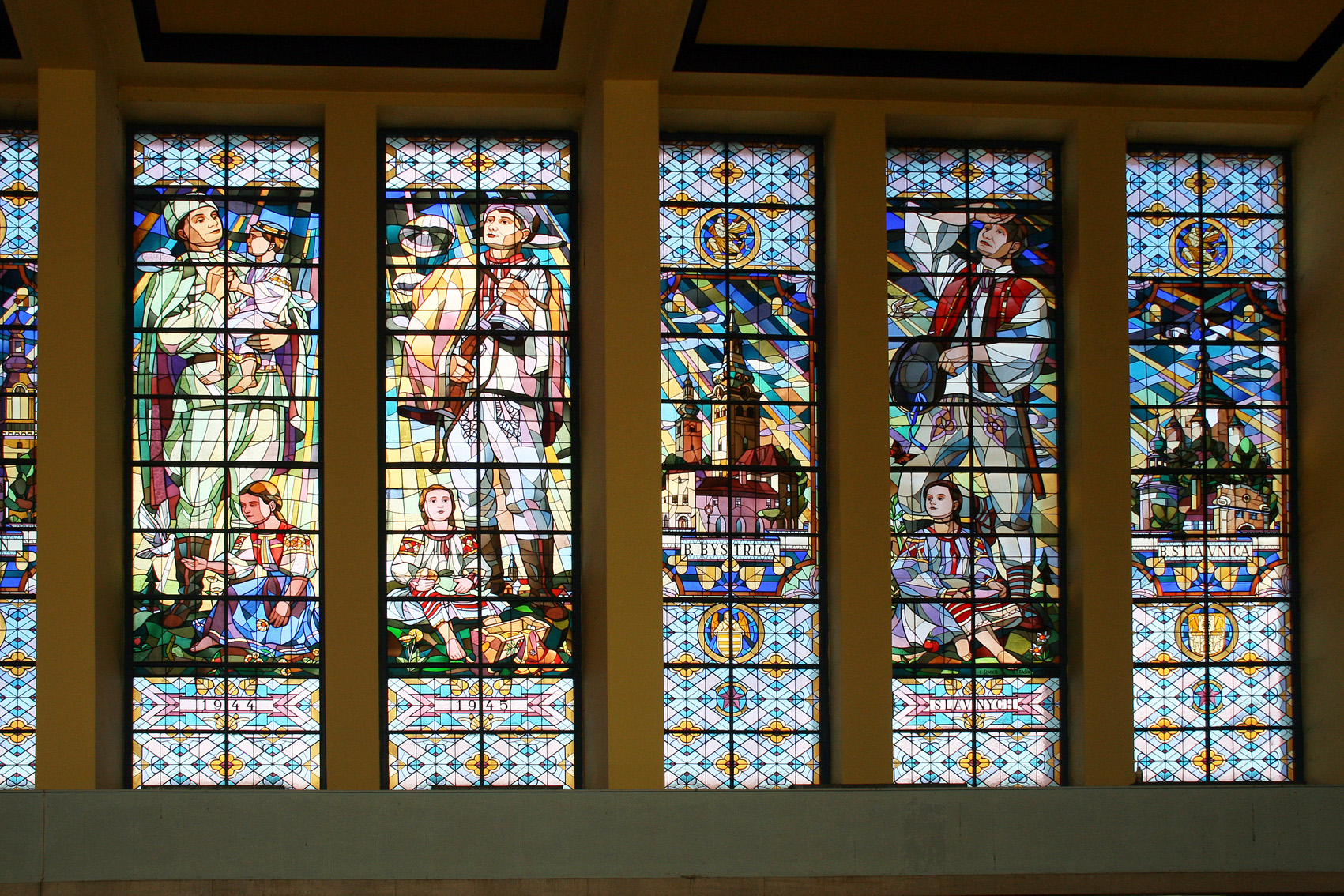
Ramen in de lokettenzaal
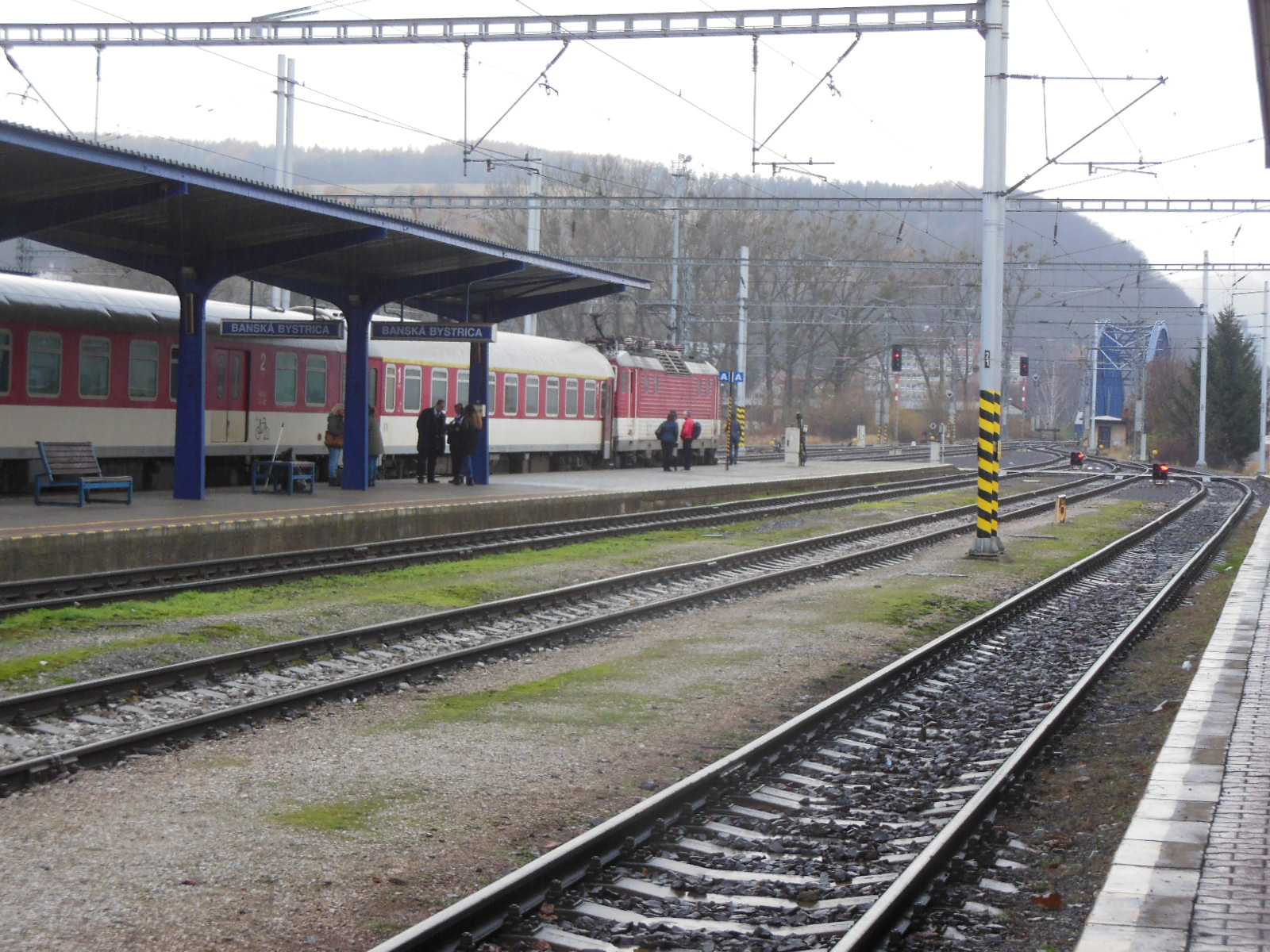
Zicht op de perrons en de sporen